# Villechétif
Villechétif ist eine französische Gemeinde mit 945 Einwohnern (Stand: 1. Januar 2022) im Département Aube in der Region Grand Est. Der Ort gehört zum Arrondissement Troyes und zum Kanton Creney-près-Troyes. Zudem ist die Gemeinde Teil des 2007 gegründeten Gemeindeverbands Seine Melda Coteaux. Die Einwohner werden Acoutins/Acoutines genannt.

## Geographie
Villechétif liegt nur rund 6 Kilometer nordöstlich von Troyes im Zentrum des Départements Aube. Die Gemeinde besteht aus den Dörfern Villechétif und Belley und der Siedlung La Croix de Belley.
Nachbargemeinden sind Creney-près-Troyes im Westen und Norden, Mesnil-Sellières im Nordosten, Bouranton im Osten, Thennelières im Südosten sowie Saint-Parres-aux-Tertres im Südwesten.

## Geschichte
Bis zur Französischen Revolution lag Villechétif innerhalb der Provinz Champagne. Die Gemeinde gehörte von 1793 bis 1801 zum Distrikt Troyes. Seit 1801 ist sie Teil des Arrondissements Troyes. Von 1793 bis 1801 war der Ort dem Kanton Thennelières zugeteilt. Von 1801 bis 2015 lag die Gemeinde innerhalb des Kantons Troyes-1. Zwischen 1795 und 1800 wurde der Ort Belley eingegliedert (1793: 145 Einwohner).

## Bevölkerungsentwicklung
| Jahr                       | 1962 | 1968 | 1975 | 1982 | 1990 | 1999 | 2006 | 2012 | 2019 |
| Einwohner                  | 278  | 301  | 475  | 707  | 633  | 667  | 773  | 958  | 942  |
| Quellen: Cassini und INSEE |      |      |      |      |      |      |      |      |      |

## Sehenswürdigkeiten
- Kirche La Nativité-de-Notre-Dame[1]
- Schloss Château de Villechétif nordwestlich des Dorfs
- mehrere Wegkreuze in Belley und bei Villechétif
- Denkmal für die Gefallenen[2]